# Behöver inte dig idag
Behöver inte dig idag – singel Clary Klingenström, wydany 27 lutego 2021 nakładem Freebird Entertainment oraz Warner Music Sweden. Utwór napisali i skomponowali Bobby Ljunggren, David Lindgren Zacharias oraz sama wokalistka. 
Utwór dotarł do 3. pozycji szwedzkiej listy przebojów Sverigetopplistan oraz osiągnął status platynowej płyty.

## Lista utworów
Opracowano na podstawie materiału źródłowego.
1. „Behöver inte dig idag” – 3:00

## Notowania
| Kraj    | Notowanie (2021)  | Najwyższa pozycja |
| ------- | ----------------- | ----------------- |
| Szwecja | Sverigetopplistan | 3                 |